# Sébastokrator
Sébastokrator ou sébastocrate (en grec byzantin σεϐαστοκράτωρ, sebastokrátōr) est un titre impérial byzantin créé par la combinaison de sebastos (traduction du titre romain d'Auguste) et krator (« dirigeant », que l'on retrouve dans autokrator). On peut le traduire par « noble maître ». La femme d'un sebastokratōr est une sebastokratorissa (σεβαστοκρατόρισσα).

## Création du titre
Le titre est créé par l'empereur Alexis Ier (r. 1081–1118) pour honorer son frère aîné Isaac Comnène. Selon Anne Comnène, Alexis veut ainsi élever Isaac au-dessus du rang de Caesar, titre déjà promis à son beau-frère, Nicéphore Mélissène. Anne compare le rang de sebastokratōr à celui d'un « second empereur », et rapporte également que comme un Caesar, un sebastokratōr a le droit de porter une couronne (mais pas le diadème impérial). Sous l'ère Comnène (1081–1185), le titre reste le plus haut après celui de l'empereur, jusqu'à ce qu'en 1163, Manuel Ier crée celui de despotēs. À cette époque, le titre est donné exclusivement aux membres de la famille impériale, principalement aux fils cadets de l'empereur.

## Diffusion du titre
Après le démembrement de l'empire par la quatrième croisade en 1204, le titre est adopté par l'Empire latin, l'Empire de Nicée et l'Empire bulgare.
Le royaume de Serbie a également utilisé le titre de sébastrokrator, notamment le roi Stefan Nemanja (1166-1196) et la dynastie des Nemanjic. À Nicée et sous l'Empire byzantin restauré, le titre reste l'une des plus hautes dignités de la cour, presque toujours réservée aux membres de la famille impériale. Le dernier titulaire connu est Démétrios Cantacuzène, un despote de Morée à la fin du XIVe siècle.

## Tenue cérémoniale
D'après les sources, la couleur associée à ce titre est le bleu : le costume du sebastokratōr consiste en des bas et des bottes bleus.
Vers 1260, selon Georges Acropolite, les sebastokratores qui sont membres de la famille impériale se distinguent par des aigles d'or brodés sur leurs chaussures. À l'époque du pseudo-Kodinos au milieu du XIVe siècle, les aigles brodés sur du rouge sont communs. Selon la même source, la tenue cérémoniale inclut une tunique pourpre (chlamys) et une couronne (stephanos) de pourpre et d'or. Le sebastokratōr a aussi le droit de signer les documents de bleu.

### Sources primaires
- Anne Comnène (trad. du grec ancien), L’Alexiade, Paris, Les Belles Lettres, 2006, 306 p. (ISBN 978-2-251-32219-3).

### Sources secondaires
- (en) Alexander Kazhdan (dir.), Oxford Dictionary of Byzantium, New York et Oxford, Oxford University Press, 1991, 1re éd., 3 tom. (ISBN 978-0-19-504652-6 et 0-19-504652-8, LCCN 90023208).
- (en) Ruth Macrides (trad. du grec ancien), George Akropolites : The History, Oxford, Oxford University Press, 2007, 440 p. (ISBN 978-0-19-921067-1, lire en ligne).
- (en) Maria G. Parani, Reconstructing the Reality of Images : Byzantine Material Culture and Religious Iconography (11th to 15th Centuries), Leiden, Brill, 2003, 417 p. (ISBN 978-90-04-12462-2, lire en ligne).